# Pavel Kroupa
Pavel Kroupa (* 24. srpna 1963 Jindřichův Hradec) je australský astrofyzik a profesor Univerzity v Bonnu.

## Životopis
Po selhání pražského jara v roce 1968 uprchla Kroupova rodina z Československa a ztratila tak veškerý majetek. Mladý Kroupa vyrůstal v Německu a v Jihoafrické republice. V roce 1983 složil v Göttingenu maturitní zkoušku a poté studoval fyziku na Západoaustralské univerzitě v Perthu. V roce 1988 získal stipendium Isaaka Newtona na Cambridgeské univerzitě a roku 1992 výzkumné stipendium Waltera Williama Rouseho Balla na Koleji Nejsvětější Trojice v Cambridge. V témže roce získal i doktorát s disertační prací o rozdělení hvězd s nízkou hmotností v naší Galaxii. Poté až do roku 2000 pracoval v astronomických výzkumných skupinách na univerzitě v Heidelbergu a na Institutu Maxe Plancka pro astronomii. Následně přešel na univerzitu v Kielu, kde se v roce 2002 habilitoval a získal Heisenbergovo stipendium. V dubnu 2004 byl povolán do týmu observatoře Univerzity v Bonnu, která je dnes oddělením Argelanderova ústavu pro astronomii v Bonnu. V roce 2007 získal místo hostujícího profesora na Swinburneově technologické univerzitě v Melbourne a na univerzitě v Sheffieldu.

## Vědecká práce
Kroupa je vedoucím výzkumné skupiny, která se na Univerzitě v Bonnu zabývá hvězdnou populací a dynamikou. Jeho vědecká práce začala roku 1987 v Austrálii zkoumáním Proximy Centauri, která je nejbližší hvězdou naší sluneční soustavě.
Díky své práci o rozdělení hvězdných hmotností je v odborných kruzích dobře znám. V letech 1990–1992 odvodil v Cambridgi společně s Christopherem A. Toutem a Gerardem F. Gilmorem pomocí statistických dat z pozorování hvězd a dvojhvězd a detailních výpočtů složení hvězd v současné době všeobecně používanou kanonickou IMF – funkci počátečního rozdělení hmotnosti (anglicky initial mass function),
což je způsob, jak se ve vznikající skupině hvězd dá popsat rozdělení jejich počáteční hmotnosti. V roce 2004 pak v Kielu spolu s Carstenem Weidnerem poukázal na existenci přirozené maximální hvězdné hmotnosti, která se rovná přibližně 150 hmotnostem Slunce. V Heidelbergu představil v letech 1993–1995 první výpočty týkající se dynamiky hvězdokup, v nichž se všechny hvězdy rodí jako dvojhvězdy. Vyřešil tak problém, že populace hvězdných polí mají významně nižší počet dvojhvězd než oblasti formování hvězd, protože dvojhvězdy se během vývoje hvězdokupy oddělují a rozptylují se do okolí. Matematicky vyjádřil a aplikoval teorii o vývoji dvojhvězd a vytvořil metodu dynamické syntézy populace a předpověděl existenci dvojhvězd zakázaných předchozí teorií (zakázané dvojhvězdy).
Roku 1997 pak v Heidelbergu společně s Ulrichem Bastianem provedl první přesné měření prostorového pohybu dvou systémů ležících mimo Mléčnou dráhu. V tomtéž roce objevil i hvězdně-dynamické řešení satelitních galaxií Mléčné dráhy bez použití exotické temné hmoty. Jeho práce předpokládá spojení satelitních galaxií s galaktickým jádrem Mléčné dráhy. Toto spojení lze vysvětlit srážkou mladé Mléčné dráhy s jinou mladou galaxií asi před 11 miliardami let. Slapová síla pak mohla vytvořit satelitní trpasličí galaxie.
V Kielu také teoreticky formuloval představu, že by galaxie měly být popisovány pomocí hvězd, jež se tvoří v populacích vložených hvězdokup. V roce 2002 objasnil pozorované zahřívání či ztlušťování galaktického disku Mléčné dráhy a společně s Carstenem Weidnerem formuloval teorii integrovaného galaktického počátečního rozdělení hmotnosti (IGIMF, anglicky integrated galactic initial mass function). Ve spolupráci s Ingo Thiesem a Christianem Theisem v letech 2003–2004 poukázal na to, že hnědí trpaslíci a extrasolární planetární soustavy mohou vznikat v cirkumstelárních discích vlivem míjejících hvězd, jež naruší disk. Také naši sluneční soustavu zřejmě formovaly podobné události.
Od roku 2010 se Kroupův zájem přesunul na kosmologii. Zatímco standardní kosmologický model nenabízí jedinečné řešení problematiky záření kosmického pozadí a kosmologické expanze, on tvrdí, že pozorované struktury v měřítku 1kpc a větším standardní model vyvracejí. Důsledkem jeho práce je, že účinná gravitace musí být v oblasti ultraslabého pole nenewtonovská.